# العلاقات القطرية المالطية
العلاقات القطرية المالطية هي العلاقات الثنائية التي تجمع بين قطر ومالطا.

## مقارنة بين البلدين
هذه مقارنة عامة ومرجعية للدولتين:
| وجه المقارنة                                              | قطر           | مالطا                                                     |
| --------------------------------------------------------- | ------------- | --------------------------------------------------------- |
| المساحة (كم2)                                             | 11.44 ألف     | 316                                                       |
| عدد السكان (نسمة)                                         | 2.64 مليون    | 465.29 ألف                                                |
| الكثافة السكانية (ن./كم²)                                 | 230.77        | 147.24 ألف                                                |
| العاصمة                                                   | الدوحة        | فاليتا                                                    |
| اللغة الرسمية                                             | اللغة العربية | اللغة المالطية، لغة إنجليزية                              |
| العملة                                                    | ريال قطري     | يورو، ليرة مالطية                                         |
| الناتج المحلي الإجمالي (بليون دولار)                      | 167.61 مليار  | 12.54 مليار                                               |
| الناتج المحلي الإجمالي (تعادل القوة الشرائية) بليون دولار | 316.40 مليار  | 14.68 مليار                                               |
| الناتج المحلي الإجمالي الاسمي للفرد دولار أمريكي          | 73.65 ألف     | 22.60 ألف                                                 |
| الناتج المحلي الإجمالي للفرد دولار أمريكي                 | 141.54 ألف    |                                                           |
| مؤشر التنمية البشرية                                      | 0.850         | 0.839                                                     |
| رمز المكالمات الدولي                                      | +974          | +356                                                      |
| رمز الإنترنت                                              | .qa           | .mt                                                       |
| المنطقة الزمنية                                           | ت ع م+03:00   | توقيت وسط أوروبا، ت ع م+01:00، ت ع م+02:00، أوروبا/مالطا ‏ |

## منظمات دولية مشتركة
يشترك البلدان في عضوية مجموعة من المنظمات الدولية، منها:
| علم المنظمة | اسم المنظمة                               | تاريخ انضمام قطر | تاريخ انضمام مالطا |
| ----------- | ----------------------------------------- | ---------------- | ------------------ |
|             | يونسكو                                    | 27 يناير 1972    | 10 فبراير 1965     |
|             | وكالة ضمان الاستثمار متعدد الأطراف        | 22 أكتوبر 1996   | 12 سبتمبر 1990     |
|             | الأمم المتحدة                             | 21 سبتمبر 1971   | 1 ديسمبر 1964      |
|             | الاتحاد البريدي العالمي                   | ?                | ?                  |
|             | البنك الدولي للإنشاء والتعمير             | 25 سبتمبر 1972   | 26 سبتمبر 1983     |
|             | المنظمة الهيدروغرافية الدولية             | ?                | ?                  |
|             | الاتحاد الدولي للاتصالات                  | 27 مارس 1973     | 1965               |
|             | منظمة حظر الأسلحة الكيميائية              | ?                | ?                  |
|             | مؤسسة التمويل الدولية                     | 11 أكتوبر 2008   | 1 يونيو 2005       |
|             | المركز الدولي لتسوية المنازعات الاستشارية | 20 يناير 2011    | 3 ديسمبر 2003      |
|             | منظمة التجارة العالمية                    | ?                | ?                  |
|             | منظمة الشرطة الجنائية الدولية             | ?                | ?                  |

## وصلات خارجية
- موقع وزارة الخارجية القطرية
- موقع وزارة الخارجية المالطية